# Municipio de Harrison (condado de Osceola)
El municipio de Harrison (en inglés: Harrison Township) es un municipio ubicado en el condado de Osceola en el estado estadounidense de Iowa. En el año 2010 tenía una población de 245 habitantes y una densidad poblacional de 2,66 personas por km².

## Geografía
El municipio de Harrison se encuentra ubicado en las coordenadas 43°18′27″N 95°26′33″O / 43.30750, -95.44250. Según la Oficina del Censo de los Estados Unidos, el municipio tiene una superficie total de 92.23 km², de la cual 92,21 km² corresponden a tierra firme y (0,01 %) 0,01 km² es agua.

## Demografía
Según el censo de 2010, había 245 personas residiendo en el municipio de Harrison. La densidad de población era de 2,66 hab./km². De los 245 habitantes, el municipio de Harrison estaba compuesto por el 95,51 % blancos, el 0,41 % eran afroamericanos, el 0,41 % eran amerindios, el 3,27 % eran de otras razas y el 0,41 % eran de una mezcla de razas. Del total de la población el 8,57 % eran hispanos o latinos de cualquier raza.